# 2014年3月逝世人物列表
2014年逝世人物列表：1月 - 2月 - 3月 - 4月 - 5月 - 6月 - 7月 - 8月 - 9月 - 10月 - 11月 - 12月
2014年3月逝世人物列表，是用于汇总2014年3月期间逝世人物的列表。

## 依日期排序

### 31日
- 艾琳·費南德斯，67歲，馬來西亞人權活動家。[1]
- 来新夏，91岁，中国历史学家、文献学家、图书馆学家，南开大学历史学院教授[2]。
- 潘多，75岁，中国女子登山运动员，世界上首位从北坡登上珠穆朗玛峰頂峰的女性。死於糖尿病并发症。[3]
- 法蘭基·奈克魯斯（Frankie Knuckles），59歲，美國唱片製作人和混音音樂家。[4]
- 恩里克·普蘭卡特·索利斯（西班牙語：Enrique Plancarte Solís），43歲，墨西哥毒梟，被槍殺。[5]
- 欧阳忠，92歲，1942年加入国民革命军陆军六十五军一六O师四七九团，参加湖南郴永桂抗战、九峰抗战，1942年参加赣南抗战。病逝。 [6]

### 30日
- 平措汪杰（藏語：ཕུན་ཚོགས་དབང་རྒྱལ།），92歲，汉名闵志成，中国藏族政治人物。[7]
- 凱特·奧瑪拉（Kate O'Mara），74歲，英格蘭女演員（《超時空博士》）。[8]
- 約瑟夫·哈馬達尼·科恩（波斯語：یوسف همدانی کهن），98歲，伊朗猶太教領袖，曾任伊朗首席拉比。[9]（死亡公布日期）
- 郑国强，50余岁，香港风水师，替客人看风水时遭遇泥石流罹难[10]。
- 苏庆昭，98歲，黄埔军校六分校15期学员，抗战老兵。病逝。 [11]
- 刘志明，88歲，原国民革命军41军122师365团2营6连抗战老兵。病逝。 [12]
- 宮田繁男（日語：宮田 繁男），55歲，日本音樂製作人，搖滾樂樂隊組合ORIGINAL LOVE鼓手，病逝。[13]
- 蟹江敬三（日語：蟹江 敬三），69歲，日本男演員，死於胃癌。[14]
- 顾维良，88岁，曾任中国杭州市人大常委会党组书记、主任，病逝。[15]

### 29日
- 羅賓·吉普森（Robin Gibson），84歲，澳洲建築師。[16]（死亡公布日期）
- 卡爾·斯皮爾曼·福雷斯特（Karl Spillman Forester），73歲，美國法官，前美國肯塔基東區聯邦地區法院法官。[17]
- 蔡哲夫，59岁，中国大唐集团党组成员、副总经理。集团内部人士称他是“意外身亡”[18]。

### 28日
- 比利·朗利（Billy Longley），88歲，澳洲黑道人物。[19]
- 傑里邁亞·登頓（Jeremiah Denton），89歲，美國政治人物，前美國參議院阿拉巴馬州議員及海軍十字勳章受勛者。[20]
- 山姆·麥歐屈里（Sam McAughtry），91歲，北愛爾蘭作家及廣播員。[21]
- 麥可·帕特尼（Michael Putney），67歲，澳洲羅馬天主教主教，前天主教湯斯維爾教區主教，死於癌症。[22]
- 亞伯拉罕·易斯基（希伯來語：אברהם יסקי），86歲，羅馬尼亞裔以色列建築師與學者，曾獲得以色列獎。[23]
- 小洛伦佐·森普尔（Lorenzo Semple, Jr.），91歲，美国编剧（《蝙蝠侠》、《暗杀十三招》、《秃鹰七十二小时》）。[22]
- 山本俊彥（日語：山本 俊彦），67歲，日本音樂人，活躍於1960年代至1990年代，及「Hi-Fi Set」樂團成員。[24]
- 张玉泉，94歲，1937年加入国民革命军第三十军30师88团卫生队，1938年参加台儿庄战役，中尉军医，1949年随40军起义。病逝。 [25]
- 森禮子（日語：森禮子），本名川田禮子，85歲，日本作家，1980年芥川賞得主，死於胰臟癌。[26]
- 李桐春，87歲，台灣京劇演員，以飾演關公聞名。姪子為台灣演員李志希和李志奇，因氣喘造成腎與心臟衰弱病逝。[27]

### 27日
- 詹姆斯·施萊辛格，85歲，美國前國防部長、能源部長、中情局長，因肺炎併發症逝世。[28]
- 奧古斯丁·德萊亞努（羅馬尼亞語：Augustin Deleanu），69歲，羅馬尼亞足球員。[29]
- 吉娜·佩利翁（西班牙語：Gina Pellón），87歲，古巴裔法國畫家。[30]
- 朝倉攝（日語：朝倉 摂），91歲，日本舞台藝術家及畫家。[31]
- 让-克洛德·科利亚尔（法語：Jean-Claude Colliard），68歲，法國政治人物與政治學家，前法國憲法委員會成員。[32]
- 德瑞克·瑪爾定（Derek Martinus），82歲，英國電視演員。[33]
- 傑佛瑞·丹契（Jeffery Dench），86歲，英國演員。[34]
- 理查德·纳尔逊·费耐生（Richard Nelson Frye），94歲，美國教授。[35]
- 胡社仔，93歲, 中国远征军第五军200师团某营抗战老兵，参加过第一次、第二次入缅作战缅北大反攻。病逝。 [36]

### 26日
- 羅傑·比克曼（Roger Birkman），95歲，美國組織心理學家。[37]
- 迪克·古德瑞（Dick Guidry），84歲，美國政治人物，前路易斯安那州众议院議員。[38]
- 朱德群（Teh Chun Chu），94歲，華裔法國畫家。[39]
- 馬庫斯·金博爾，金博爾男爵（Marcus Kimball，Baron Kimball），85歲，英國政治人物，前下議院蓋恩斯伯勒選區議員。[40]
- 沃爾夫岡·基希格斯納（德語：Wolfgang Kirchgässner），85歲，德國羅馬天主教主教，前天主教弗賴堡總教區輔理主教。[41]
- 多田美波（日語：多田 美波），89歲，日本彫刻師，死於肺炎。[42]
- 小室修一（日語：小室 修一），83歲，日本音樂教父小室哲哉的生父，死於心臟衰竭。[43]
- 松本典子（日語：松本 典子），本名清水和子，78歲，日本女演員，死於肺炎。[44]
- 陈清堂，90歲，1943年参军到31集团军分监部驮马大队25中队。抗战老兵，参加过豫中战役。病逝。 [45]
- 罗森甲，94歲，1931年当兵，后入黄埔军校第十期，毕业后进入南京教导总队。1932年1月，参加淞沪“一、二八”战役，任军校教导总队第二营八连（马克沁重机枪连）二排排长。1937年8月参加 “八·一三淞沪战役” 。病逝。 [46]

### 25日
- 張耀榮，82歲，香港商人，有香港「演唱會之父」之稱。[47]
- 楠達，75歲，印度女演員。[48]
- 肯·普蘭特（Ken Plant），88歲，英格蘭足球員。[49]（死亡公佈日期）
- 提姆·薩松尼（Tim Sassone），58歲，美國記者。[50]
- 拉爾夫·威爾遜（Ralph Wilson），95歲，美國職業美式足球名人堂球員，水牛城比爾球隊老闆及美國美式足球聯盟（英语：American Football League）聯合創始人。[51]
- 楊天發，93歲，台灣企業家、興農集團創辦人。[52]
- 迪爾·巴哈都爾喇嘛（Dil Bahadur Lama），84歲，尼泊爾政治人物及警方官員。[53]
- 漢克·勞里切拉（Hank Lauricella），83歲，美國學院美式足球名人堂（英语：College Football Hall of Fame）成員及政治人物，曾任路易斯安那州众议院及參議院議員。[54]
- 喬·洛德（Jon Lord），57歲，加拿大政治人物。[55]
- 尼基·麥法頓（Nicky McFadden），51歲，愛爾蘭政治人物，前愛爾蘭下議院朗福德－韋斯特米斯選區（英语：Longford–Westmeath）議員（英语：Teachta Dála）。[56]
- 傑里·羅伯茨（Jerry Roberts），93歲，英國戰時密碼破譯員。[57]

### 24日
- 威利·科倫（Wally Curran），82歲，澳洲工會成員，死於癌症。[58]
- 朱塞佩·阿戈斯蒂諾（義大利語：Giuseppe Agostino），意大利羅馬天主教主教，曾任天主教克羅托內-聖瑟弗瑞娜總教區與天主教科森扎-比西納諾總教區大主教。[59]
- 亞歷山大·穆基奇科（烏克蘭語：Олександр Музичко），54歲，烏克蘭極右派領袖，遭槍殺。[60]
- 湯米·奧·康奈爾（Tommy O'Connell），83歲，美國足球員。[61]（死亡公布日期）
- 布萊恩·奧里特（Bryan Orritt），77歲，威爾斯足球員，死於中風。[62]
- 保羅·施勒德（葡萄牙語：Paulo Schroeber），40歲，巴西樂隊聖潔神靈樂團前結他手。[63]
- 羅德尼·威爾克斯（Rodney Wilkes），89歲，特立尼達和多巴哥奧運舉重運動員。[64]
- 李伍峰，56歲，國務院新聞辦公室副主任，從國新辦辦公樓六樓西側洗手間跳下身亡。[65]
- 王亚伦，94歲，中华民国军委会军令部第二厅第五处任副官，后又在174师1043团任代理副团长。病逝。 [66]

### 23日
- 卡尔梅洛·博西（義大利語：Carmelo Bossi），84歲，意大利拳擊選手。[67]
- 阿道弗·蘇亞雷斯（西班牙語：Adolfo Suárez），81歲，西班牙政治家及律師，蘇亞雷斯公爵（英语：Duke of Suárez）及前西班牙首相，死於上呼吸道感染。[68]
- 雅羅斯拉夫·謝里赫（捷克語：Jaroslav Šerých），86歲，捷克畫家、版畫家及插畫家。[69]
- 方甲申，94歲，黄埔军校第四分校19期学生，曾以学生军参加抗战。后在151师453旅904团。参加过广州战役，南河战役。病逝。 [70]

### 22日
- 米奇·達夫（Mickey Duff），84歲，波蘭出生的英國拳擊經紀人。[71]
- 帕特里斯·懷摩（Patrice Wymore），87歲，美國女演員及慈善家，自然逝世。[72]

### 21日
- 傑克·費力克（Jack Fleck），92歲，美國職業高爾夫球員。[73]
- 伊格納修斯·札卡·伊瓦斯（阿拉伯語：إغناطيوس زكا الأول عيواص），80歲，伊拉克宗教領袖，曾任安提亞敘利亞東正教牧首（英语：List of Syriac Orthodox Patriarchs of Antioch）。[74]
- 丹尼士·傑克遜（Dennis Jackson），82歲，英國前職業足球員。[75]（死亡公佈日期）
- 科斯蒂斯·巴巴喬治斯（希臘語：Κωστής Παπαγιώργης），67歲，希臘作家及翻譯家。[76]
- 詹姆斯·瑞布霍恩（英語：James Rebhorn），65岁，美国演员，曾出演《国土安全》。死於皮肤癌。[77]

### 20日
- 伊納濟·艾斯古納（西班牙語：Iñaki Azkuna），71歲，西班牙巴斯克地區政治家，曾任畢爾包市長。[78]
- ，83歲，巴西足球員，曾帶領巴西國家足球隊獲得FIFA世界盃冠軍。[79]
- 威廉·圖馬特（William Toomath），89歲，新西蘭建築師。[80]
- 托妮·菲利安（Tonie Nathan），91歲，美國政治人物，第一位參選美國總統並獲得選舉人票的女性，死於阿茲海默病。[81]
- 艾爾·歐文（Al Oeming），88歲，加拿大環保人士。[82]
- 大衛·麥肯納（David McKenna），57歲，加拿大政治人物，前愛德華王子島省議會斯特拉特福-金洛克（英语：Stratford-Kinlock）選區議員。[83]（死亡公佈日期）
- 安德烈·格熱戈爾奇克（波蘭語：Andrzej Grzegorczyk），91歲，波蘭數學家。[84]
- 莫瑞·韋登鮑姆（Murray Weidenbaum），87歲，美國經濟學家，曾任美國總統經濟顧問委員會主席。[85]
- 達馬斯·韋爾斯（匈牙利語：Tamás Welsz），41歲，匈牙利企業家及警方證人。[86]

### 19日
- 羅伯特·巴特勒（Robert Butler），70歲，美國藝人。[87]
- 派崔克·約瑟夫·麥戈文（Patrick Joseph McGovern），76歲，美國科技人員，國際數據集團創辦人。[88]
- 歐內斯特·米赫倫，87歲，盧森堡政治人物。[89]
- 弗雷德·菲爾普斯（Fred Phelps），84歲，美國牧師及反同性戀活動家。[90]
- 海瑟·羅伯森（Heather Robertson），72歲，加拿大記者及作家，死於癌症。[91]
- 菲利普·薩利巴（Philip Saliba），82歲，黎巴嫩裔美國東正教主教。[92]
- 羅伯特·史瓦茲·施特勞斯（Robert Schwarz Strauss），95歲，美國政治人物及外交官，曾任美國駐俄羅斯大使。[93]
- 拉斯洛·瑟凱（匈牙利語：László Szőke），83歲，匈牙利足球員。[94]
- 切斯瓦夫·恩賴斯基（波蘭語：Czesław Uznański），63歲，波蘭足球員。[95]
- 勞倫斯·沃爾什（Lawrence Walsh），102歲，美國律師及法官。[96]
- 小約瑟夫·F·韋斯（Joseph F. Weis, Jr.），91歲，美國聯邦法官，死於腎衰竭。[97]
- 顔婉玉，69歲，新加坡華裔彩墨畫家，被殺。[98]
- 安西水丸（日語：安西 水丸），71歲，本名渡邊昇，日本插畫家，死於腦出血。[99]
- 伊森·謝爾頓（Ethan Shelton），110歲252天，男人瑞，自然逝世。[100]

### 18日
- 阿拉·設拉子，72歲，亞美尼亞建築師及雕塑家。[101]
- 杜克·烏馬羅夫（俄語：Докка́  Хама́тович Ума́ров），49岁，车臣分离主义首领，自称“高加索酋长国埃米尔”[102]。
- 凱撒·卡蘭博（Kaiser Kalambo），60歲，贊比亞足球員，死於前列腺癌。[103]
- 喬·拉拉（Joe Lala），66歲，美國配音員和音樂家，死於肺癌併發症。[104]
- 豪爾赫·阿維祖（西班牙語：Jorge Arvizu），81歲，墨西哥配音演員。[105]
- 托尼·岑茨（德語：Toni Zenz），98歲，德國雕塑家。[106]

### 17日
- 萨姆·拉西（Sam Lacey），65岁，前NBA球员，中锋，从1970年到1983年先后做为辛辛那提皇家、堪萨斯城国王、新泽西篮网、克里夫兰骑士的球员在NBA效力十三个赛季，其中大部分时间为国王队效力。[107]
- 若澤·德利卡多·拜薩（西班牙語：José Delicado Baeza），87歲，西班牙羅馬天主教主教，曾任天主教巴利亞多利德總教區總主教。[108]
- 馬雷克·加林斯基（波蘭語：Marek Galiński），39歲，波蘭單車手，撞車身亡。[109]
- 瑞秋·蘭伯特·梅隆（Rachel Lambert Mellon），103歲，美國園藝師與藝術贊助人。[110]
- 劳伦·斯科特（L'Wren Scott），49歲，美國時裝設計師及模特兒。[111]
- 奧斯瓦爾德·莫里斯（Oswald Morris），98歲，英國放映技師。[112]
- 埃貢·森德勒（德語：Egon Sendler），90歲，德裔法國耶穌會教士和藝術史學家。[113]
- 詹姆斯·E·史都娃斯（James E. Stowers），90歲，美國投資管理人員和慈善家。[114]
- 昆圖·瓦迪（義大利語：Quinto Vadi），92歲，意大利奧運體操選手。[115]
- 約瑟夫·克爾曼（Joseph Kerman），89歲，英裔美國音樂學家。[116]

### 16日
- 藤卷幸大（日語：藤巻幸大），54歲，日本政治人物，日本參議院議員[117]。
- 傅惟慈，91岁，中国文学翻译家，主要译作有罗莎·卢森堡《狱中书简》等[118]。
- 范忠良，97歲，中國天主教上海教區正權主教，中國大陸天主教地下主教團團長[119]。
- 蓋瑞·拜騰豪森（Gary Bettenhausen），72歲，美國賽車手。[120]
- 米奇·利（Mitch Leigh），86歲，美國作曲家。[121]
- 大卫·李特尔伍德（David Littlewood），76歲，英國體育官員和裁判。[122]
- 弗蘭克·奧利弗（Frank Oliver），65歲，紐西蘭橄欖球球員和教練。[122]
- 拉皮罗·德姆班加（法語：Lapiro de Mbanga），56歲，喀麥隆作曲家、政治和社會活動家，癌症逝世。[123]
- 村上輝明（日語：村上 輝明），80歲，日裔美國動畫師及電影導演。[124]
- 馬克斯·布呂德林（德語：Markus Brüderlin），55歲，瑞士藝術史學家。[125]
- 卡洛斯·卡慕（西班牙語：Carlos Camus），87歲，智利羅馬天主教主教，曾任天主教科皮亞波教區及天主教利納雷斯教區主教。[126]
- 尤莉莎·阿馬杜·曼迪（Yulisa Amadu Maddy），77歲，塞拉利昂詩人、劇作家、小說家和政治犯。[127]
- 查克·司基夏（Chuck Scherza），91歲，加拿大冰球運動員。[128]
- 尼古拉斯·斯巴斯（Nicholas Spaeth），64歲，美國律師。[129]
- 亞歷山大·彼得羅維奇（俄語：Александр Петрович），56歲，俄羅斯經濟學家。[130]
- 蟻民，70歲，籍貫廣東澄海的泰國華僑，投資商人，泰國前總理差猜·春哈旺的顧問，中國改革開放初期中的深圳特區開荒牛，死於胰腺癌。[131]
- 洪秉政，62歲，安大略省第一位華人檢控官及大律師。

### 15日
- 林美娇，58歲，馬來西亞政治人物，前吉打州拿督，死於卵巢癌。[132]
- 戴維·布倫納（David Brenner），78歲，美國喜劇演員，死於癌症。[133]
- 萨姆·拉西（Samuel Lacey），66歲，美國前職業籃球運動員。[134]
- 耶斯佩·朗巴勒（丹麥語：Jesper Langballe），74歲，丹麥政治人物。[135]
- 艾弗烈·L·富咸（Everett L. Fullam），82歲，美國聖公會牧師。[136]
- 霍華德·卡洛威（Howard Callaway），86歲，美國政治人物，前美國陸軍部長及美國眾議院喬治亞州議員。[137]
- 安西瑪莉亞（日語：安西 マリア），本名柴崎麻利子，60歲，日本女歌手，死於急性心肌梗塞。[138]
- 克拉麗莎·迪克森·萊特（Clarissa Dickson Wright），66歲，英国的厨师和出庭律师。[139]

### 14日
- 托尼·本恩（Tony Benn），88歲，英國工黨政治家，1950年至2001年間三度擔任下議院議員、1974年至1979年歷任工業大臣及能源大臣。[140]
- 宇津井健（日語：宇津井 健），82歲，日本男演員，死於慢性呼吸衰竭。[141]
- 梅厄·喀拉-錫安（希伯來語：מאיר הר ציון），80歲，以色列突擊隊隊員。[142]
- 鮑伯·托馬斯（Bob Thomas），90歲，美國記者及傳記作家。[143]
- 小奧托卡·布勞塞克（捷克語：Otakar Brousek, Sr.），89歲，捷克演員。[144]
- 曹順利，53歲，中國大陸維權人士，病逝。[145]
- 小衛斯理·華倫（Wesley Warren Jr.），49歲，美國陰囊象皮病病人。[146]
- 周干峙，84岁，中国建筑学与城市规划专家，曾任中国城市规划设计研究院院长，负责西安、天津、唐山和深圳规划。在北京病逝。[147]

### 13日
- 雷賓·阿斯克維（Reubin Askew），85歲，美國政治人物，前佛羅里達州州長，也曾任佛羅里達州參議院議員及佛羅里達州眾議院議員。[148]
- 愛德華·豪伊，巴爾伊埃德蒙男爵（Edward Haughey, Baron Ballyedmond），70歲，北愛爾蘭政治人物，前英國上議院議員，直升機失事逝世。[149]
- 安吉洛·馬蒂諾·哥倫布（義大利語：Angelo Martino Colombo），78歲，意大利足球員。[150]
- 保羅·古拉特（葡萄牙語：Paulo Goulart），81歲，巴西演員，死於癌症。[151]
- 艾哈邁德·泰詹·卡巴，82歲，塞拉利昂共和國前總統。[152]
- 彼達·米洛舍夫斯基，40歲，馬其頓共和國足球員，死於交通事故。[153]·
- 艾比·辛格（Abby Singer），96歲，美國電影及電視節目製作人，死於癌症。[154]
- 王金河，97歲，台灣醫生，有「台灣烏腳病之父」美譽，病逝。[155]

### 12日
- 翁芝，97歲，嶺南畫派創始人之一高劍父遺孀、畫家。[156]
- 維拉·希蒂洛娃（捷克語：Věra Chytilová），85歲，捷克電影導演，曾獲得法蘭西藝術與文學勳章。[157]
- 肖恩·庫伊肯達爾（Shawn Kuykendall），32歲，美國職業足球員，死於胸腺癌。[158]
- 謝爾·努本（挪威語：Kjell Nupen），58歲，挪威藝術家，死於癌症。[159]
- 讓·瓦雷（法語：Jean Vallée），72歲，比利時作曲家及歌手。[160]
- 理查·庫根（Richard Coogan），99歲，美國演員。[161]
- 傑基·高根（Jackie Gaughan），93歲，美國酒店及賭場老闆。[162]
- 德·朗兹（法語：René Llense），100歲，法國足球員。[163]
- 奧拉·L·邁茲（Ola L. Mize），82歲，美國軍官，曾獲得榮譽勳章。[164]
- 戴夫·布魯貝克（David Brubeck），90歲，美國爵士鋼琴家、作曲家，死於癌症。[165]
- 凱文·帕爾默（Calvin Palmer），73歲，英國職業足球員，死於癌症。[166]
- 福圖納圖斯·M·盧卡尼瑪，73歲，坦桑尼亞羅馬天主教主教。[167]
- 雷·斯蒂爾（Ray Still），94歲，美國雙簧管演奏家。[168]
- 大西巨人（日語：大西 巨人），97歲，日本作家，代表作為《神聖喜劇》，死於肺炎。[169]

### 11日
- 迪安·貝利（Dean Bailey），澳洲職業足球員及足球教練，死於肺癌。[170]
- 連恩·貝克里奇（Len Buckeridge），77歲，澳洲億萬富翁及商人。[171]
- 克莉絲汀·伯克利（Christine Buckley），67歲，愛爾蘭活動家，死於癌症。[172]
- 鮑伯·克勞（Bob Crow），52歲，英國工會會員。[173]
- 尼爾斯·霍納（瑞典語：Nils Horner），51歲，瑞典記者，遭槍殺。[174]
- 黎堅惠，46歲，香港時裝達人，死於乳癌。[175]
- 吉田榮勝（日語：吉田 栄勝），61歲，日本摔跤教練，摔跤女運動員吉田沙保里的生父。駕駛汽車途中突發腦出血死亡。[176]

### 10日
- 保羅·J·希伊（Paul J. Sheehy），79歲，美國政治人物，曾任麻薩諸塞州參議院議員。[177]
- 胡安·巴爾博·波內克（西班牙語：Juan Balboa Boneke），75歲，赤道幾內亞政治人物及作家，死於腎衰竭。[178]
- 羅伯·威廉斯（Rob Williams），52歲，美國籃球運動員，死於充血性心臟衰竭。[179]
- 喬·麥金尼斯（Joe McGinniss），71歲，美國作家及政治記者，死於前列腺癌。[180]
- 艾伦·马克斯韦尔（Allen Maxwell），70歲，美國政治人物，曾任阿肯色州眾議院議員。[181]
- 弗朗切斯科·德·尼蒂斯（義大利語：Francesco De Nittis），80歲，意大利羅馬天主教主教及外交官。[182]
- 杨京红，39岁，旅游巴士司机，3月9日在运送游客途中突发脑干出血。危急时刻，他在陡峭山路旁将车停稳，31名乘客安然无恙，次日凌晨逝世[183]。

### 9日
- 穆罕默德·法希姆（波斯語：محمد فهيم），56－57歲，阿富汗政治家及兵家，死前任職阿富汗副總統（英语：Vice President of Afghanistan），自然逝世。[184]
- 老威廉·克萊·福特（William Clay Ford, Sr.），88歲，美國商人（福特汽車、底特律雄獅），死於肺炎。[185]
- 劉文亮，52歲，台灣戲曲樂師、作曲家、樂器工藝家，死於心肌梗塞。[186]
- 小富蘭克林·S·比靈斯（Franklin S. Billings, Jr.），91歲，美國政治家及法官。[187]
- 納薩里奧·莫雷诺·岡薩雷斯（西班牙語：Nazario Moreno González），44歲，墨西哥毒梟，中槍身亡。[188]
- 朴恩智（韓語：박은지），35歲，南韓政治家，死前任職勞動黨副主席。[189]
- 潘先英，99歲，紅色娘子軍老戰士，在海南瓊海市陽江鎮益良村委會家中去世。[190]
- 格蘭·麥克杜菲（Glenn McDuffie），86歲，美國二次大戰士兵，因為照片《勝利之吻》之主角而著名，死於心脏病突发[191][192]。
- 农国赞，102歲，国民革命军第7军173师工兵营老兵，曾参加随枣会战。病逝。 [193]

### 8日
- 马来西亚航空370号班机事故遇难者。机上239人在此次事故中被认定全部遇难[194]。
- 洛伊·希金斯（Roy Higgins），75歲，澳洲賽馬騎師。[195]
- 溫蒂·休斯（Wendy Hughes），61歲，澳洲女演員，死於癌症。[196]
- 詹姆斯·艾利斯（James Ellis），82歲，北愛爾蘭演員，死於中風。[197]
- 葉甫根尼·克拉西爾尼科夫（英语：Evgeni Krasilnikov），48歲，1988年夏季奧林匹克運動會排球比賽蘇聯（俄羅斯）代表隊成員。[198]
- 傑拉德·莫蒂爾（荷蘭語：Gerard Mortier），70歲，比利時歌劇總監及管理人，死於胰腺癌。[199]
- 秋山露娜（日語：あきやまるな），本名秋山照子，61歲，日本女性配音員，死於急性心臟衰竭。[200]

### 7日
- 比爾·麥勞夫林（Bill McLaughlin），76歲，美國CBS新聞記者。[201]
- 納達斯·達馬斯（匈牙利語：Tamás Nádas），44歲，匈牙利特技飛行表演員，飛機失事逝世。[202]
- 內德·奧格曼（Ned O'Gorman），84歲，美國詩人，死於胰腺癌。[203]
- 維克托·閃-托夫（希伯來語：ויקטור שם-טוב），99歲，保加利亞裔以色列政治家，前以色列衛生部部長、统一工人党主席。[204]

### 6日
- 阿埃萊馬耶烏·艾騰達（Alemayehu Atomsa），45歲，埃塞俄比亞政治家，奧羅米亞州州長，死於傷寒。[205]
- 馬丁·內斯比特（Martin Nesbitt），67歲，美國政治人物，2004－2014年間為北卡羅來納州參議院參議員。[206]
- 路易斯·倫特利亞（西班牙語：Luis Rentería），25歲，巴拿馬足球員，死於紅斑性狼瘡。[207]
- 曼利奧·斯加蘭布羅（義大利語：Manlio Sgalambro），89歲，意大利哲學家及作家。[208]
- 馬里昂·斯泰因（Marion Stein），87歲，英國鋼琴家。[209]
- 中江要介（日語：中江 要介），91歲，前日本外交官，曾擔任日本駐中國大使。年老逝世。[210]
- 莫里斯·富爾（法語：Maurice Faure），92歲，法國政治家及外交官。[211]
- 弗蘭克·喬布（Frank Jobe），88歲，美國骨科醫生，發明尺骨附屬韌帶重建術。[212]

### 5日
- 維塔利·科瓦連科（俄語：Виталий Коваленко），66歲，俄羅斯作曲家。[213]
- 喬夫·愛德華茲（Geoff Edwards），83歲，美國遊戲節目主持人及演員，死於肺炎併發症。[214]
- 萊奧波爾多·馬里亞·帕納羅（西班牙語：Leopoldo María Panero），65歲，西班牙詩人。[215]

### 4日
- 吴天明，75岁，中国导演，代表作有《变脸》、《老井》、《人生》等。死於心肌梗塞。[216]
- 馬克·佛烈金（俄語：Марк Фрейдкин），60歲，俄羅斯作家。[217]
- 費克特·拉斯洛（匈牙利語：Fekete László），59歲，匈牙利足球員。[218]
- 威廉·波格（William Pogue），84歲，美國前太空人及雷鳥飛行表演隊飛行員。[219]
- 大坪正則（日語：大坪 正則），66歲，帝京大學教授、日本管理諮詢學者，死於胃癌。[220]

### 3日
- 錢純，85歲，中華民國政治人物，曾任財政部長、中央銀行副總裁。前監察院長錢復長兄。2日凌晨病逝於台大醫院。[221][222][223]
- 許崇德，85歲，中國法學家、政治學家，港澳基本法起草委員會委員，港澳特別行政區籌備委員會委員。病逝。[224]
- 罗伯特·阿什利（Robert Ashley），84歲，美國作曲家。[225]
- 黃標泉，61歲，中國大陸廣東省中山市人民代表大會常務委員會副主任。墜樓身亡。[226]
- 呂超然（Kurt Chew-Een Lee），87歲，美國海軍陸戰隊首位非白人軍官軍官。[227]
- 姚宜瑛，87歲，台灣作家、大地出版社創辦人。[228]

### 2日
- 鍾期榮，94歲，香港樹仁大學創辦人兼校長，中國首位女法官。病逝。[229]
- 莫莉·博巴克（Molly Bobak），95歲，加拿大戰爭藝術家。[230]

### 1日
- 2014年昆明火车站暴力恐怖袭击事件遇难者，截至3月2日5时，事件造成29名平民死亡[231]。
- 亞倫·雷奈（法語：Alain Resnais），91岁。法國電影導演，也是法國新浪潮左岸派導演的主要代表。[232]
- 罗斯季斯拉夫·阿波洛索维奇·别利亚科夫（俄語：Беляков, Ростислав Аполлосович），94岁，俄罗斯飞机设计师、“米格”飞机设计局名誉总设计师。曾参与设计“米格-21”等战机[233]。